# سلیمان در اسلام
سلیمان بن داوود (سلیمان پسر داوود) طبق قرآن، مَلِک (پادشاه) و نبی (پیامبر) بنی‌اسرائیل بود. عموماً، سنت اسلامی معتقد است که او سومین پادشاه یهودیان و فرمانروایی خردمند برای اسرائیل بود.
در اسلام، سلیمان یکی از پیامبران خدا در نظر گرفته می‌شود که عطایای الهی بسیاری به او داده شده‌است؛ از جمله قابلیت صحبت کردن با حیوان و جن. همچنین گفته می‌شود که او شیاطین و دیوها را به کمک حلقه‌ای که خداوند به او اعطا کرده، به تسخیر خود درآورده‌است.
مسلمانان همچنین عقیده دارند که وی در تمام زندگی خود یک موحد باایمان باقی ماند؛ عادلانه بر تمام قوم عبرانی فرمانروایی کرد؛ درجه‌ای از پادشاهی به وی اعطا شده بود که کسی چه پیش از او و چه پس از او نداشت و تمامی فرامین خود را بجا آورد و در آخر عمر وعده قرب به خداوند در جنه (بهشت) به وی داده شد. از زمان ظهور اسلام، مورخان عرب بسیاری سلیمان را یکی از بزرگترین فرمانروایان تاریخ دانسته‌اند.